# Српске школе у Солуну
Крајем 19. века, прве српске школе на територији данашње Грчке отворене су у Солуну, који је до 1912. године био у саставу Отоманске империје.

## Историјат
Турски назив за хришћанско становништво био је „Рум милет“ (од речи Ρομαίος = Ромеј). Овај назив је обједињавао Србе, Бугаре и Грке који су припадали Цариградској патријаршији. Дати систем је важио за пописе становника и за издавање пасоша. Егзистенција српског народа у Турској призната је кроз школу и цркву. Наиме, Срби су успели да задобију право да отварају народне школе, а затим су издејствовали и наименовање двојице Срба за митрополите.
У Солун су се крајем 19. века у великом броју досељавали Срби из Македоније, одн. Солунског и Битољског вилајета, као и Срби из Старе Србије, одн. шарских предела и Дебарског санџака. Солун је после припајања Грчкој, по мировним уговорима, имао 1913. године око 120.000 становника, међу којима је било и неколико хиљада Срба.

## Издавачка делатност
Прва књига на српском језику, за школску употребу у отоманској Турској, штампана је у Цариграду 1889. године, у 7.000 примерака. У периоду од 1889. до 1892. године штампана је читава серија приручника и црквених књига. То су углавном биле читанке, буквари, уџбеници историје, као и граматика српског језика. За школску 1890/1891. годину, укупан број књига је износио 73.500. Ради продаје ових књига организоване су књижаре у Цариграду, Солуну и Скопљу 1889. године.

## Молбе Цариградској патријаршији за отварање српске школе
Почетком 1892. године, Срби из Солуна молили су Цариградску патријаршију да им се отвори школа. Патријаршија је одговорила солунском митрополиту: "одбити енергично претензије Срба, јер у Солуну никада није било српске школе, и не треба да је буде".
Патријаршија је имала искључиво право да отвара школе за немуслиманско становништво. Отварала је, међутим, само грчке школе. Прва српска школа ипак је отворена 1892. године, на основу члана 129. турског закона о јавној настави. Крајем 19. века, у Солуну су постојале четири српске школе: једна гимназија, две основне школе за мушку и женску децу и Српска Виша девојачка школа са интернатом за српску децу из унутрашњости.

## Српска гимназија „Дом науке“
Српска гимназија „Дом науке“ (основана 1892. године), била је смештена у две зграде. Налазиле су се у тада најлепшем делу Солуна - Кампањи (звала се и Нови Солун). Нешто касније, школа је пребачена у улицу паралелну са кејом, у којој се налазила и српска Виша девојачка школа. У Куфаловској махали насељеној Србима из Дебра и Куфалова (Солунски вилајет), постојао је и одељак „Дома науке“ за основну наставу, са 35 ученика и ученица и са два учитеља. То је била тзв. Куфаловска школа.
У српској гимназији, 1897. године било је 4 разреда са 150 ученика и до 20 ученица. Предавања су држали управитељ, 10 професора и предавача. Осим редовних гимназијских предмета, у склоп наставе улазили су француски и турски језик.
Француски путописац Виктор Берар дао је опис српског конзулата, гимназије и цркве у Солуну. Он сматра да је српска гимназија била најлепша зграда у Солуну. Ентеријер је био украшен сликама српских царева и светитеља. Према Берару, у интернату је живело око 200 ученика који су дошли из целе Македоније.

## Српска основна школа у Вардар капији
Српска основна школа у солунској махали Вардар капија, отворена је у априлу 1897. године. Школа је имала четири разреда за мушку и женску децу. Ученици су били из Солуна, као и из околних вароши и села Солунског вилајета (Струмица, Кукуш, Дојран, Ђевђелија...).

## Први светски рат
У периоду од 1915. до 1918. године, у Грчкој је постојала веома жива српска просветна активност. После пропасти фронта велики број деце углавном избеглица из Србије је био евакуисан у земље Антанте, углавном у Француску и Енглеску, али и у неутралне земље (Шведску). Према Л. Хасиотису, 6. априла 1916. године, отворена је српска школа у Солуну, која је до краја године имала 138 ђака. Међутим као што је већ речено, у Солуну је постојало још неколико српских школа, које он не наводи. У атинском насељу Фалиро се налазило сиротиште. Српска гимназија из Битоља је премештена у Волос, а 1917. године је имала око 300 ученика. На острву Крфу су биле отворене основне школе и ниже гимназије. За младиће неспособне за војну службу биле су основане поштанско-телеграфска и шоферска школа.
Завршетком Првог светског рата, завршава се и историјат српских народних школа у Солуну. На живот солунских Срба неповољно су утицале сложене друштвено-политичке прилике, које су у грчком друштву трајале готово читав век. Од друге половине 20. века, па све до данас, настава српског језика у Грчкој постоји у оквиру курсева страних језика за Грке. Осим тога, постоји и
настава при конзуларним одељењима, као и самостално организована настава. 2003. године отворена је допунска школа на српском језику "Свети Сава", која има два огранка, у Солуну и Катерини. За председника школског одбора изабрана је Марица Јелић, професор Универзитета у Солуну.